# Edificio España
Az Edificio España (Spanyolország épület) egy madridi felhőkarcoló a Plaza de Españán. Egyike a spanyol főváros legmagasabb épületeinek. A neobarokk, 117 m magas épületet Julián Otamendi és bátyja, Joaquín tervezte. 1948 és 1953 között épült fel, Franco tábornok diktatúrája idején. 1957-ig, a Torre de Madrid megépítéséig a város legmagasabb épülete volt. Az épületben irodák, apartmanok valamint egy hotel kapott helyet, tetején egy medence is volt. 2005-ben a Grupo Santander pénzügyi vállalat vásárolta fel, azóta lakatlan. Újbóli megnyitását 2019-ben tervezik.